# World's End (Agents of S.H.I.E.L.D.)
"World's End" es el vigésimo segundo y último episodio de la cuarta temporada de la serie de televisión estadounidense de ciencia ficción y de superhéroes Agents of S.H.I.E.L.D. El episodio fue dirigido por Billy Gierhart y escrito por Jeffrey Bell. Se transmitió originalmente el 16 de mayo de 2017 en los Estados Unidos por la cadena de televisión estadounidense ABC, mientras que en Latinoamérica el episodio se transmitió el 14 de junio del mismo año por el canal Sony Latinoamérica. 
En World's End la trama principal se centra en el equipo restante de Coulson que deben unir fuerzas con el recién regresado Robbie Reyes para detener a la peligrosa Ophelia, que espera usar el conocimiento del Darkhold para cambiar la realidad, mientras que la agente Rodriguez se esfuerza por rescatar a Mack de "La Infraestructura" (The Framework).
Pese a que el episodio no mejoró en audiencia durante la transmisión del final de temporada, fue bien recibido en críticas que elogiaron la redacción y actuaciones del elenco. Poco antes de la transmisión del episodio y su antecesor, ABC anunció oficialmente la renovación de la serie para una quinta temporada.

## Trama
Con Robbie finalmente de regreso a la tierra, este comienza a rastrear el Darkhold hasta la guarida de Ivanov, sus aliados y Ophelia quienes se encuentran teniendo una discusión acerca de que hacer con el Darkhold. Al poco tiempo son interrumpidos por la repentina aparición de Robbie que logra derrotar a los aliados de Ophelia, y aunque este es capaz de hacerle daño, ella usa sus poderes para escapar junto al Darkfold. 
Mientras tanto el general Glenn Talbot le informa a Coulson que el incidente con los LMD, la muerte del director Jeffrey Mace y la destrucción de la base de S.H.I.E.L.D. han comprometido la imagen de S.H.I.E.L.D. y le informa que tendrá una reunión pública para intentar calmar los medios. No obstante en la reunión Ivanov se presenta con el Darkhold invitando a los miembros del gobierno a usar el libro con tal de mantener controlados a los Inhumanos. Las cosas se complican cuando una LMD creada a partir de la apariencia de Daisy Johnson aparece, disparándole en la cabeza a Talbot frente a todos los miembros de la junta.
A pesar de que la verdadera Daisy y con ayuda de Robbie consiguen derrotar a Ivanov y a los LMDs y recuperar el Darkhold, la imagen de S.H.I.E.L.D. queda oficialmente afectada por el atentado contra Talbot, que entra en coma por el disparo. Además de que son advertidos por Ivanov, de que una vez que el vídeo que muestra a la Daisy falsa atacando a Talbot se difunda por los medios, el gobierno tendrá una orden oficial para arrestar a todos los miembros activos de S.H.I.E.L.D.
Mientras tanto dentro de la infraestructura. Yo-Yo sigue atrapada dentro de la instalación devastada hasta que es liberada y rescatada por Radcliffe que se sorprende por encontrarla. Pese a que Radcliffe le advierte que la infraestructura dentro de poco va a ser borrada de la existencia, Yo-Yo lo convence de llevarlo con Mack para sacarlo por la fuerza si es necesario, pero cambia de parecer cuando atestigua como en esa realidad Mack es feliz siendo el padre de Hope. Dándose cuenta de que no podrá convencer a Mack de dejar la infraestructura, Yo-Yo decide quedarse a compartir el mismo destino que un devastado Mack que teme que Hope al igual que todos los habitantes de la infraestructura desaparezca. Para cuando Hope finalmente es borrada, el y Yo-Yo escapan juntos. Más tarde Mack comprende que la experiencia en la infraestructura lo han hecho valorar su vida y reafirma sus sentimientos por Yo-Yo.
Robbie por otro lado le revela a Coulson y a los demás que es el único que puede destruir a Ophelia porque ambos provienen de la misma fuente por lo que el tiene que participar en el confrontamiento contra ella. Anticipando las acciones de Ophelia, Coulson reemplaza a Simmons con una LMD y la atrae al portal con el Darkhold solo para revelarle que el ha sido poseído momentáneamente por el espíritu de Ghost Rider que consigue aferrarse a Ophelia el tiempo suficiente para incinerar su cuerpo y acabar con ella de una vez por todas.
Después de destruir a Ophelia, Robbie decide tomar el Darkhold y llevarlo a un lugar seguro, no sin antes preguntarle a Coulson si le dirá al resto del equipo los términos que aceptó para dejarse poseer por Ghost Rider, a lo que Coulson contesta que no. Con riesgo de ser capturados por todo lo ocurrido a causa de Ivanov, Fitz se ofrece para ser quien asuma toda la culpa y darle al equipo la oportunidad de escapar desde que sigue claramente afectado por sus acciones en la infraestructura. Pero Daisy lo convence de que deben permanecer juntos por lo que por sugerencia de Coulson, y el equipo va a cenar a un restaurante. Mientras que Radcliffe en su último momento en la infraestructura, reflexiona que la inmortalidad no habría valido la pena sin estar al lado de Agnes y es borrado al final de la existencia. 
Al poco tiempo después de su victoria, Coulson y los demás cenan en un restaurante para prepararse de ser arrestados por el gobierno, pero son interceptados por un misterioso equipo de agentes de una organización diferente (creyendo que eran del gobierno) que los inmovilizan con un extraño dispositivo y proceden a llevarlos con ellos. Al cabo de un tiempo indefinido, Coulson se despierta en una base espacial para continuar presumiblemente laborando para la misma organización responsable de capturarlo.

## Producción
El episodio presentó el retorno del personaje Robbie Reyes/Ghost Rider personaje que había debutado anteriormente en la temporada y había sido retirado por cuestiones de presupuesto. En una entrevista con E news al productor ejecutivo Jeffrey Bell y uno de los creadores del show, Jed Whedon revelaron que el regreso del personaje había sido integrado para unificar los temas restantes de la temporada como el Darkhold y la antagonista AIDA.
El final de temporada presentó las bases para un nuevo ambiente y terreno de la serie con Bell y Whedon confirmando que la temporada estaría explorando un lado más cósmico de la serie con Bell comentando: "La caja de arena (MCU) en la que estamos jugando sigue agrandandose y queremos explorar todos los lados de ella, y contar tantas historias como podamos. Afortunadamente el espacio es muy diferente. Ya estuvimos ahí un poco con Simmons. Sentimos que lo disfrutamos, así que tal vez hay por venir. Todos, creo que estamos aterrados por lo que estamos haciendo en la próxima temporada de la misma forma en que todos lo estuvimos con esta."

## Recepción

### Audiencia
El episodio consiguió reunir un total de 2 080 000 telespectadores durante su noche de emisión, manteniendo una estabilidad en audiencia por cuarta vez consecutiva desde el episodio "All Madame's Men" durante la emisión de la temporada en su nuevo horario.

### Crítica
El episodio ha recibido críticas generalmente favorables desde su transmisión. 
Terri Schwartz de IGN calificó al episodio con un 8.7 en una escala del 1 al 10 con un significado de "grandioso" alabando como el episodio fue capaz de unificar todos los elementos que se exploraron en la temporada, el desarrollo de personajes y algunas interpretaciones del episodio como la de Henry Simmons en sus escenas como Mack, concluyendo en su veredicto: "Marvel's Agents of SHIELD juntó las muchas amenazas de la temporada 4 en un final balanceado que mezclo muy buena acción con toques emocionales. "World's End" se tomo su tiempo para reflexionar en los 21 episodios que vinieron antes y demostraron cuanto ha cambiado en el curso de esta temporada."
Marc Buxton de Den of Geek le dio al episodio cuatro estrellas de cinco, adulo el regreso del personaje Ghost rider y el enfoque que el episodio hizo en las parejas formadas: "'World’s End' esta enfocado en las parejas de Agents of SHIELD y el amor que estás parejas comparten. Tenemos poderosos momentos entre Coulson y May, Fitz y Simmons, y Yo Yo y Mack, pero esta no es solo una entrega de corazones y flores, porque Ghost Rider volvió, y esta vez, el demoníaco espíritu de venganza tiene el presupuesto para respaldarlo!"
Alex McLevy de "A.V. Club" le dio al episodio una B- en una escala de la A+ la F comentando que el final de temporada se sintió "apresurado", "saturado" y muy "abrupto", expresando que le gustaría que la serie se tomara un tiempo para reflexionar en los temas de la temporada en vez de saltar a la siguiente trama.
Lee Jutton de TV Fanatic alabó las interpretaciones de Luna y Cordova como sus personajes de Reyes y Rodriguez respectivamente al considerar las partes de sus personajes como las mejores del episodio. Jutton también mostró satisfacción por la conclusión de los temas explorados en la temporada y entusiasmo por la siguiente: "Espero que los escritores construyan fuertes arcos y relaciones que establecieron está temporada y que le den al equipo una historia emocionante que ate todos los cabos sueltos restantes, y espero que se transmita a las nueve".